# 晴山村
晴山村（はれやまむら）は、1954年（昭和29年）まで岩手県九戸郡の北西部に存在していた村。現在の軽米町晴山・狄塚・山内にあたる。

## 沿革
- 1889年（明治22年）4月1日 - 町村制施行にともない、晴山村・狄塚村・山内村の計3か村が合併して新制の北九戸郡晴山村が発足。
- 1897年（明治30年）4月1日 - 南九戸郡と北九戸郡が合併して九戸郡が成立[1]。九戸郡晴山村となる。
- 1955年（昭和30年）1月1日 - 軽米町[2]・小軽米村と合併し、新制の軽米町となる。

## 行政

### 歴代村長
| 代      | 氏名         | 就任                       | 退任                       | 備考 |
| ------- | ------------ | -------------------------- | -------------------------- | ---- |
| 1       | 古里小八郎   | 明治26年（1893年）5月19日  | 明治30年（1897年）5月11日  |      |
| 2       | 小笠原弥三郎 | 明治30年（1897年）6月2日   | 明治32年（1899年）8月31日  |      |
| 3       | 野田長愨     | 明治32年（1899年）9月5日   | 明治33年（1900年）2月19日  |      |
| 4       | 関満喜治     | 明治33年（1900年）4月4日   | 明治35年（1902年）4月12日  |      |
| 5       | 七戸直記     | 明治35年（1902年）10月30日 | 明治36年（1903年）9月8日   |      |
| 6       | 小笠原助蔵   | 明治37年（1904年）2月26日  | 明治40年（1907年）5月15日  |      |
| 7       | 古里亀太郎   | 明治40年（1907年）6月14日  | 明治41年（1908年）2月25日  |      |
| 8       | 目時克郎     | 明治41年（1908年）3月9日   | 明治42年（1909年）5月5日   |      |
| 9 - 11  | 豊巻太郎吉   | 明治42年（1909年）8月18日  | 大正10年（1921年）8月17日  |      |
| 12 - 13 | 川崎忠作     | 大正11年（1922年）9月8日   | 大正14年（1925年）9月7日   |      |
| 14      | 吉里政次郎   | 大正14年（1925年）10月30日 | 昭和4年（1929年）2月27日   |      |
| 15      | 小笠原利吉   | 昭和4年（1929年）5月29日   | 昭和8年（1933年）5月28日   |      |
| 16 - 17 | 本田音吉     | 昭和8年（1933年）5月29日   | 昭和14年（1939年）3月15日  |      |
| 18 - 19 | 滝沢仁三郎   | 昭和14年（1939年）4月8日   | 昭和21年（1946年）11月15日 |      |
| 20 - 21 | 並岡武男     | 昭和22年（1947年）4月5日   | 昭和29年（1954年）12月31日 |      |